# Liste der Monuments historiques in Marcillé-Robert
Die Liste der Monuments historiques in Marcillé-Robert führt die Monuments historiques in der französischen Gemeinde Marcillé-Robert auf.

## Liste der Bauwerke
| Bezeichnung | Beschreibung | Standort                 | Kennzeichnung | Schutzstatus | Datum | Bild |
| ----------- | ------------ | ------------------------ | ------------- | ------------ | ----- | ---- |
| Schloss     |              | Rue des Bas Gasts (Lage) | PA35000079    | Inscrit      | 2017  |      |

## Liste der Objekte
- Monuments historiques (Objekte) in Marcillé-Robert in der Base Palissy des französischen Kultusministeriums